# Eduardo Bonvallet
Eduardo Bonvallet (Santiago del Cile, 13 gennaio 1955 – Providencia, 18 settembre 2015) è stato un calciatore e allenatore di calcio cileno, di ruolo difensore.